# Assault Heroes
Assault Heroes es un Matamarcianos de estilo arcade desarrollado por Wanako Games. El juego tiene al jugador conduciendo vehículos 4x4, pilotando lanchas rápidas o avanzando a pie contra las hordas enemigas. Los jugadores pueden jugar solos o cooperativamente, incluidos los modos cooperativos de 2 jugadores en línea y fuera de línea.
Assault Heroes estaba disponible originalmente como un título de Xbox Live Arcade. El 19 de marzo de 2008, su precio se redujo cuando el juego se unió a la alineación de Arcade Hits. Se lanzó una versión comercial de Microsoft Windows el 23 de octubre de 2007, y la versión de PS3 se agregó a PlayStation Network el 28 de enero de 2010, publicada por Konami en los Estados Unidos.

## Historia
Originalmente diseñado como un título de Xbox Live Arcade, Assault Heroes presenta solo elementos mínimos de la historia. Según el juego, el jugador controla "el último miembro superviviente de una unidad de fuerzas de élite" en busca de un laboratorio enemigo secreto. Una vez ubicado (cerca del final del juego), el objetivo es destruir el laboratorio y escapar.

## Jugabilidad
En el transcurso del juego (que es muy similar al videojuego Time Soldiers de 1987), los jugadores luchan a través de cinco niveles progresivamente más difíciles. Además de innumerables enemigos menores, cada nivel generalmente contiene varios "jefes" que deben ser derrotados para poder continuar. Usando el joystick izquierdo para moverse y el derecho para apuntar / disparar (al jugar en Xbox 360 y PS3), los jugadores esquivan el fuego enemigo mientras infligen daño a los enemigos utilizando tres armas principales:
- Minigun: una ametralladora tradicional con una alta cadencia de fuego.
- Cañón antiaéreo: un cañón que, aunque lento, puede producir resultados devastadores.
- Lanzallamas: un arma de corto alcance que arroja llamas continuamente.

Los vehículos de los jugadores tienen acceso a estas armas principales en todo momento y pueden cambiar entre ellas con solo presionar un botón. Las armas tienen munición ilimitada, aunque el lanzallamas se "cortará" brevemente si se usa sin interrupción durante un período de tiempo. Cada arma se puede actualizar (hasta tres veces) recolectando un potenciador apropiado durante el juego, aunque las actualizaciones se pierden si el jugador muere.
La salud del vehículo se agota cuando se recibe daño, pero se repone lentamente con el tiempo. Si se destruye un vehículo, los jugadores no mueren inmediatamente, sino que son arrojados del vehículo y deben continuar a pie. Mientras están a pie, los jugadores son excepcionalmente frágiles y solo tienen una pequeña ametralladora con la que defenderse. Si un jugador que carece de un vehículo sobrevive durante un cierto período de tiempo, se entrega automáticamente un nuevo vehículo y se puede abordar de inmediato. Los jugadores también pueden dejar temporalmente su vehículo por su propia voluntad, generalmente para recolectar potenciadores a los que no se puede acceder desde dentro de un vehículo.

### Armas especiales
Además de las armas estándar con las que están equipados los vehículos, los jugadores también tienen acceso a un número limitado de granadas y armas nucleares. Las granadas se "lanzan" desde la posición actual hacia un punto de mira e infligen un gran daño a todo lo que golpean. Las armas nucleares (denominadas "bombas inteligentes" en muchos otros títulos) explotan en un área alrededor del jugador, causando una carnicería masiva a todo lo que se encuentre dentro del radio de explosión.
Se pueden encontrar y recolectar cantidades adicionales de ambos tipos de armas como potenciadores durante el juego, y las granadas son sustancialmente más abundantes que las armas nucleares.

### Áreas de bonificación
Cada nivel cuenta con una única área de bonificación subterránea. Se accede a ellos entrando en una estructura especialmente marcada, que luego transporta a los jugadores a un búnker subterráneo. Mientras están bajo tierra, los jugadores siempre van a pie y, por lo tanto, mueren fácilmente. Sin embargo, si los jugadores mueren durante estas secciones de bonificación, no se pierde ninguna vida; en cambio, los jugadores regresan inmediatamente al nivel principal (sobre el suelo) y continúan como antes.
Al final de cada área subterránea hay una vida extra (o "1-up"), obtenida por completar con éxito el subnivel.

### Juego multijugador
Cuando juegas con dos jugadores, ambos comparten la misma pantalla y trabajan de forma cooperativa para destruir las fuerzas enemigas. Los jugadores no pueden hacerse daño entre sí directamente, aunque pueden desplazarse (o negarse a desplazarse) por la pantalla de una manera que puede resultar problemática para el otro jugador. El juego no aumenta ni cambia la cantidad y el nivel de dificultad de las fuerzas enemigas en función de la presencia de un segundo jugador. Como resultado, tener un segundo jugador puede facilitar el juego.
Los jugadores pueden jugar en modo multijugador sin conexión o en línea a través de Xbox Live o PSN. Cuando se juega sin conexión, las puntuaciones altas no se registran en las tablas de clasificación de ninguno de los jugadores si uno de los jugadores está usando una cuenta local.

## Recepción
Assault Heroes recibió críticas positivas de los críticos. En Metacritic, la versión para Xbox 360 del juego tiene una puntuación de 79/100 basada en 16 reseñas, lo que indica "reseñas generalmente favorables".